# Il mio nome è Scopone e faccio sempre cappotto
Il mio nome è Scopone e faccio sempre cappotto (Brasil: Os dez homens do Oeste ) é uma produção cinematográfica híspano-italiana do subgênero Western spaghetti, de 1975, dirigida por Juan Bosch e estrelada pelo brasileiro Anthony Steffen (pseudônimo de Antonio de Tefé). 

## Sinopse
Western spaghetti. Um dos quinze filmes feitos na Itália pelo brasileiro Antonio de Tefé, astro desse tipo de subgênero nos anos 60. Na versão dublada em inglês, a distribuidora trocou o nome do protagonista, Scopone, para Dallas. Esse Dallas, repetindo uma história de outros heróis do faroeste autêntico, volta à cidade onde o pai tinha um rancho para impedir sua posse por duas quadrilhas. Contrafacção do gênero, Os dez homens do Oeste foi exibido originalmente em Techniscope. A estrela é Gillian Hills, uma inglesa que transitou no cinema francês em fitas menores. Rodado na Catalunha e no Lácio.

## Elenco
- Anthony Steffen - Scopone/Dallas
- Gillian Hills - Glenda Kelly
- Fernando Sancho - Aguadulce
- Ricardo Palacios - Rompemanos
- Claudio Undari - Drug Bright (como Robert Hundar)
- Attilio Severini - Curt
- Gaspar 'Indio' González - Logan (como Índio González)